# El solterón domado
El solterón domado es el nombre en castellano con el que se conoció a la película Il bisbetico domato (1980), dirigida por conjuntamente Franco Castellano y Pipolo (sobrenombre de Giuseppe Moccia). Los protagonistas fueron 
Adriano Celentano y Ornella Muti.

## Sinopsis
Elias es un terrateniente rico y solterón empedernido que acaba de cumplir 40 años. Es conocido por su mal carácter en la región, creen que debido a que aún no se ha casado.
Su ama de llaves lleva años intentando infructuosamente que se case, pero el siempre termina espantando a las pretendientes.
Una noche lluviosa, una avería en el coche hace que la bella Lisa aparezca en la puerta de su casa, y tras muchas reticencias, la joven consigue quedarse a pasar la noche y con algunos trucos termina quedándose durante todo el fin de semana.
La joven trata de conquistarlo por todos los medios, ya que se siente muy atraída por él, pero Elias hace todo lo posible por boicotearla.

## Reparto
- Adriano Celentano (Elia Codogno)
- Ornella Muti (Lisa Silvestri)
- Edith Peters (Mamie)
- Pippo Santonastaso (Don Cirillo)
- Milly Carlucci (Renata)
- Sandro Ghiani (Benzinaio)
- Nicola Del Buono (Vittorio)
- Vincenzo De Toma (Contadino malato)
- Jimmy il Fenomeno (Campagnolo)
- Elena Mari
- Angela Mainardi
- Guido Spadea
- Marco Columbro (Guidatore del camioncino)
- Gianni Coletto (Nipote di Mamie)
- Massimo Mirani